# Daniel Moar
Daniel Moar (20 marzo 1965) è un ex sciatore alpino canadese.

## Biografia
Specialista delle prove veloci, Moar nella stagione 1984-1985 in Nor-Am Cup si piazzò 3º nella classifica di discesa libera; ai Mondiali di Crans-Montana 1987 non completò la combinata e in quella stessa stagione 1986-1987 in Coppa Europa fu 3º nella classifica di discesa libera. In Coppa del Mondo ottenne due piazzamenti, entrambi in discesa libera: il 23 gennaio 1988 a Leukerbad (10º) e l'11 marzo successivo a Beaver Creek (8º), suo ultimo piazzamento agonistico; non prese parte a rassegne olimpiche.

## Palmarès

### Coppa del Mondo
- Miglior piazzamento in classifica generale: 64º nel 1988

### Coppa Europa
- Miglior piazzamento in classifica generale: 19º nel 1987